# Armin van Buuren
Armin van Buuren (phát âm tiếng Hà Lan: [ɑrmɪn vɑn byːrə (n)]; sinh ngày 25 tháng 12 năm 1976) là một nhà sản xuất nhạc trance, DJ và người dẫn chương trình radio người Hà Lan.
Từ năm 2001, Van Buuren đã tổ chức một Show radio hàng tuần có tên là A State of Trance, mà hiện nay đã có hơn 20 triệu người nghe hàng tuần tại 74 quốc gia trên hơn 150 đài phát thanh sóng FM chương trình phát thanh này đã giúp anh trở thành ngôi sao và góp phần làm cho nhạc trance được ưa thích trên toàn thế giới.
Van Buuren đã giành được một số giải thưởng. Anh đã được xếp hạng DJ số 1 thế giới bởi Tạp chí DJ trong cuộc bầu chọn của người hâm mộ chọn ra 100 DJ hàng đầu thế giới với một kỷ lục năm lần, 4 năm liên tiếp cho một danh hiệu. Hiện anh đang được xếp hạng thế giới thứ 4 trong danh sách tạp chí DJ của năm 2015. Trong năm 2014, anh được đề cử cho giải Giải Grammy cho Thu âm nhạc dance xuất sắc nhất cho đĩa đơn "This Is What It Feels Like" gồm Trevor Guthrie, khiến anh là nghệ sĩ trance thứ tư từng nhận được một đề cử Grammy. Tại Hoa Kỳ, anh giữ kỷ lục đối với hầu hết các mục (21) trên bảng xếp hạng Dance/Electronic Albums Billboard album phòng thu của anh năm 2008, Imagine, được xếp vào bảng xếp hạng album Hà Lan ở vị trí thứ 1, lần đầu tiên cho một nghệ sĩ nhạc trance trong lịch sử âm nhạc Hà Lan.

## Danh sách đĩa nhạc
Album Phòng Thu
- 76 (2003)
- Shivers (2005)
- Imagine (2008)
- Mirage (2010)
- Intense (2013)
- Embrace (2015)
- Balance (2019)
- Feel Again (2023)
- Breathe In (2024)